# Shiloh Youth Revival Centers
Shiloh Youth Revival Centers var en av de största kommunitetsrörelserna under 1970-talet i anslutning till Jesusrörelsen i USA. Rörelsen hade som flest 100.000 medlemmar i cirka 175 kommuniteter i USA och Kanada.

## Bakgrund
John Higgins och Lonnie Frisbee grundade 1968 The House of Miracles i Costa Mesa, Kalifornien. Rörelsen växte fort och hade snart 19 kommuniteter anslutna. Målgruppen blev främst missnöjda gymnasieungdomar, så kallade hippies.
1970 köpte Higgins och några andra kärnmedlemmar 360.000 m2 nära staden Dexter i Oregon. Där byggde man ett nytt högkvarter som man kallade The Land.

## Verksamhet
Antalet medlemmar växte snabbt och runt 1975 var antalet som störst. På grund av hög omsättning av medlemmar, minskade sedan tillväxten. Medlemskapet i rörelsen var frivilligt, men hade också krav. Det krävdes att man hängav sig åt Jesus och i gengäld fick man mat, kläder, logi och medicinsk vård. Alla medlemmar arbetade tillsammans för att bygga upp kommuniteten, alla inkomster gick till en gemensam fond.

## Avveckling
1978 krävde styrelsen att den karismatiske ledaren John Higgins skulle avgå på grund av påstått fusk med de gemensamma fonderna. Higgins avgick och till följd av det började rörelsen lösas upp. Några medlemmar stannade kvar och tog hand om ägorna, men efter bråk med Internal Revenue Service om rörelsens inkomster, tvingades man lägga ner verksamheten helt 1989.